# Isartor
L'Isartor est une porte à l'est de la ville historique de Munich qui héberge le Valentin-Musäum (de).

## Situation
L'Isartor représente la limite entre les quartiers de Graggenauer et Anger, entre l'est et l'ouest de la ville.

## Histoire

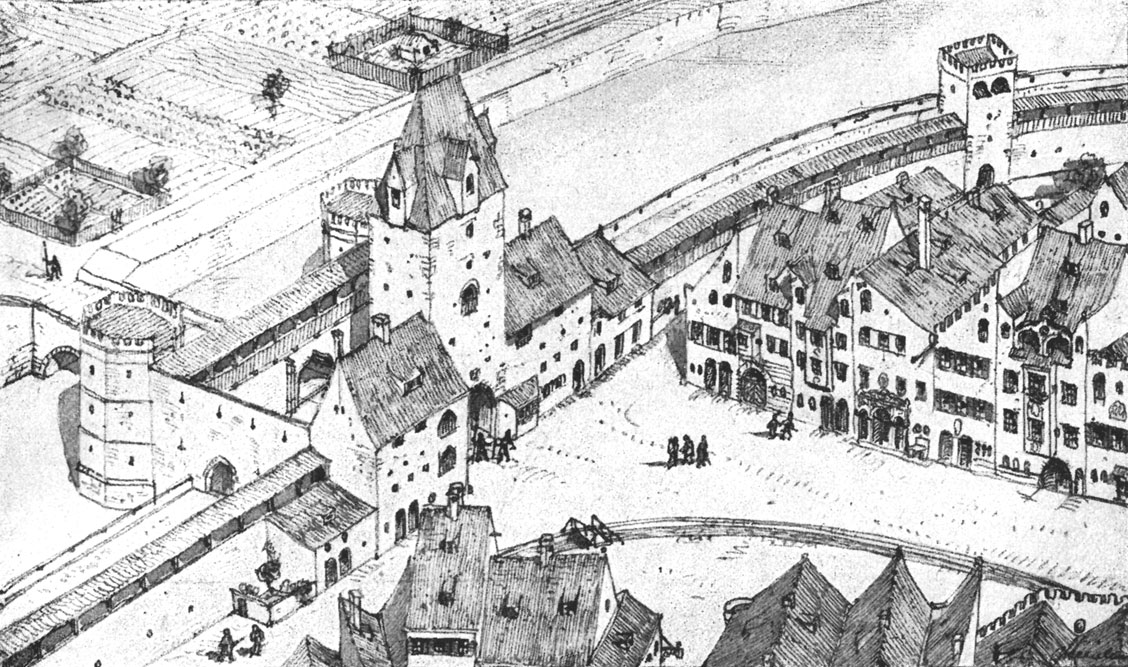
Représentation de l'Isartor au Moyen Âge (dessin de Gustav Steinlein en 1910)

Alors que la ville s'agrandit sous Louis IV du Saint-Empire, on construit de 1285 à 1347 un second mur autour de la ville avec l'Isartor qui fait partie des forteresses de défense de la "ville extérieure". En 1337, elle comporte une tour haute de 40 m entre deux barbacanes.
Le monument est presque entièrement conservé. Il garde sa tour principale, ses tours de flanquement, sa cour entre elles et les trois ouvertures originales.
Elle représente l'entrée de Salzstraße. L'ont franchie Maximilien Ier du Saint-Empire en 1491, Charles Quint en 1530 et Gustave II Adolphe de Suède en 1632.

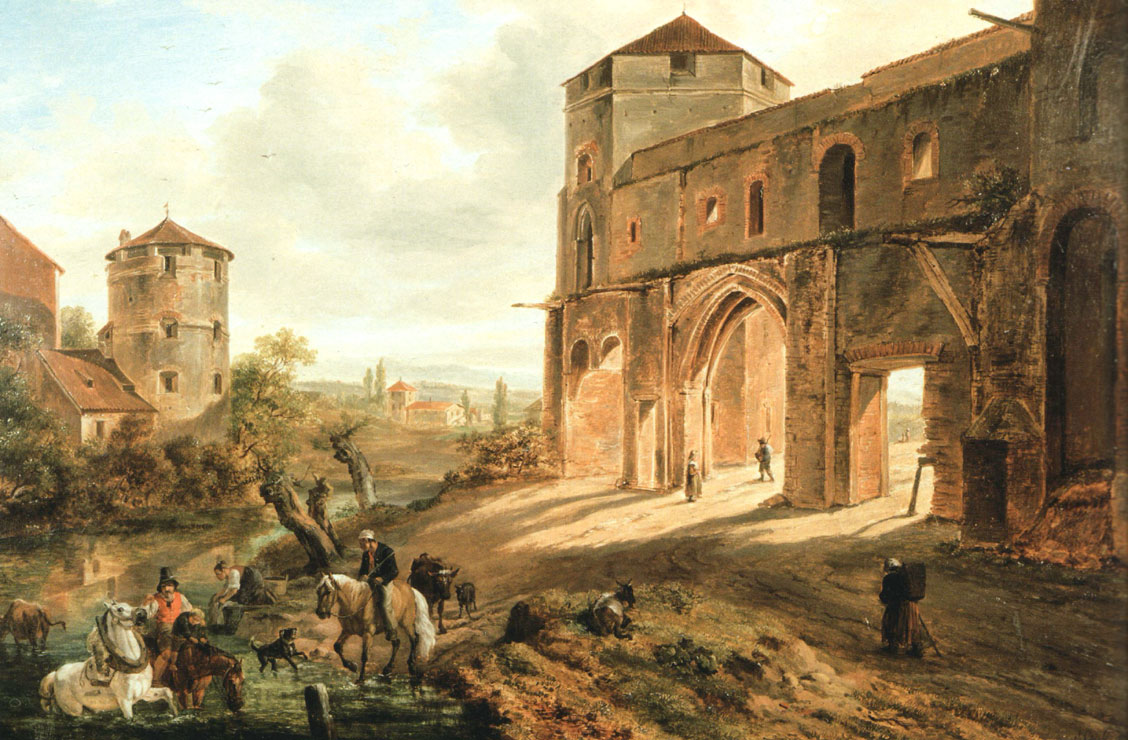
, L'Isartor, 1824

Au début du XIXe siècle, le conseil municipal décide de sa destruction. Louis Ier de Bavière s'y oppose et confie sa restauration en 1833 à Friedrich Wilhelm von Gärtner. Il rajoute une fresque peinte par Bernhard von Neher retraçant l'entrée de l'empereur Louis de Bavière après sa victoire dans la bataille de Ampfing en 1322. En 1860, la tour centrale accueille une horloge qui était prévue pour la Karlstor avant qu'elle ne soit détruite par une explosion de poudre.

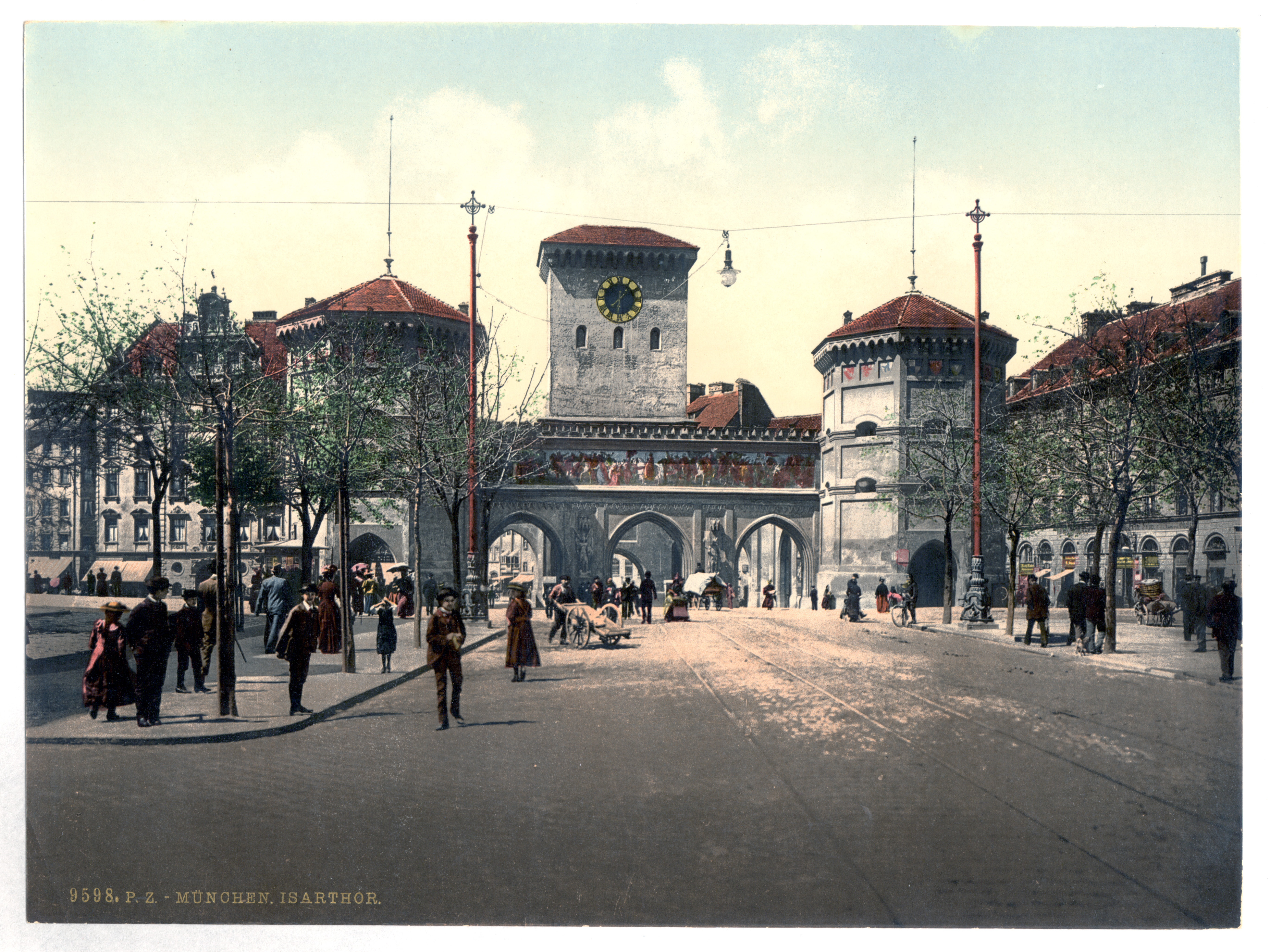
L'Isartor en 1900

Lors de la Seconde Guerre mondiale, elle est sévèrement endommagée en 1944. Elle est restaurée de 1946 à 1957 mais garde de lourdes séquelles. La restauration de 1971-1972 lui redonne un aspect médiéval, corrige celle de 1833 et enlève l'horloge. Cette dernière est réinstallée et remise en marche le 4 novembre 2005.

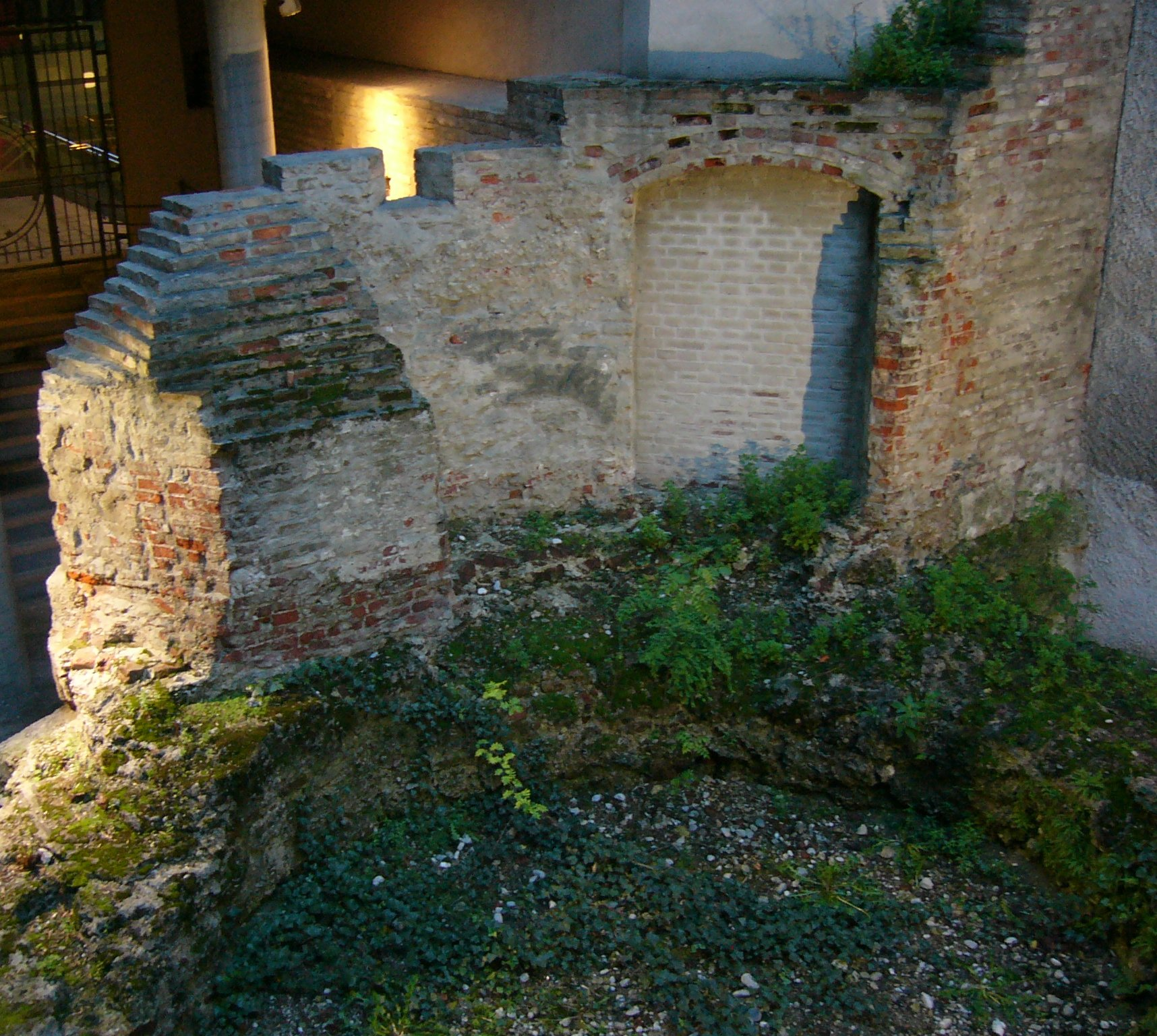
Ruines de la Tour de la princesse.

Pendant des travaux dans les années 1980, des vestiges du second mur d'enceinte et d'autres monuments de la même période qui entouraient l'Isartor sont découverts et accessibles au public.

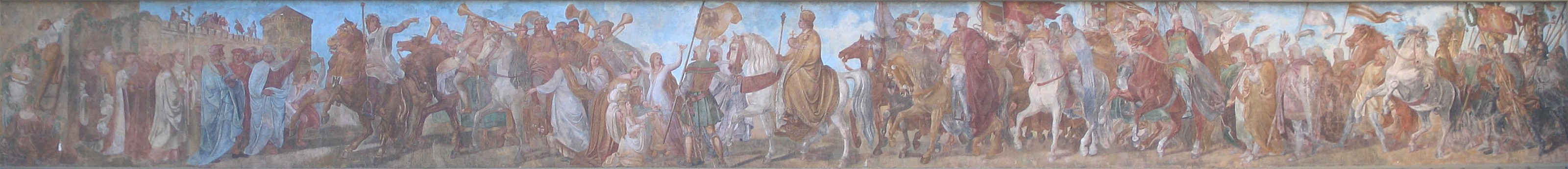
Bernhard von Neher, Entrée de l'empereur Louis de Bavière après la bataille de Ampfing, (1832).

## Source, notes et références
- (de) Cet article est partiellement ou en totalité issu de l’article de Wikipédia en allemand intitulé « Isartor » (voir la liste des auteurs).